# Omurtag di Bulgaria
Omurtag (VIII secolo – 831) è stato un khan dei Bulgari dall'814 fino alla sua morte.

## Biografia
In seguito alla morte di Krum, durante l'anno 814, nell'Impero bulgaro si aprì una fase di instabilità politica, relativamente alla quale sono state proposte varie ricostruzioni. Alcune fonti menzionano che il regno venne retto da un consiglio di tre nobili, Dukum, Ditseng e Tsog, sebbene non vi siano prove certe sulla loro identità e sul loro effettivo ruolo. La ricostruzione più largamente accettata dagli storici vede l'ascesa al trono di Omurtag, un figlio di Krum, dopo una fase di transizione.
Omurtag stipulò ben presto (tra l'814 e l'816) un trattato di pace trentennale con l'imperatore bizantino Leone V l'Armeno. La cessazione delle ostilità con l'Impero bizantino permise al khan bulgaro non solo un vantaggioso scambio di alcuni territori di frontiera, ma soprattutto di concentrare le sue energie nelle frontiere nord-occidentali (dove respinse con successo le campagne di conquista dell'aggressivo Impero carolingio) ed a consolidare l'ordinamento statale interno, riformandone l'amministrazione e cercando di centralizzare il potere nella figura del sovrano sottraendolo all'influente nobiltà boiarda.
Quando, nell'822-823, l'imperatore Michele II l'Amoriano si trovò assediato a Costantinopoli dal ribelle Tommaso lo Slavo, Omurtag inviò il suo esercito in soccorso dell'antico nemico, attaccando le retrovie degli assedianti e disperdendoli.
Omurtag è commemorato come un grande costruttore: la sua opera più significativa in tal senso fu la ricostruzione di Pliska, distrutta dai Bizantini nell'811. È significativo il fatto che nelle iscrizioni giunte sino a noi, sia lui il più citato di tutti i sovrani bulgari medievali.

Egli viene ricordato anche come uno degli ultimi khan bulgari non cristiani: al fine di salvaguardare la fede pagana tradizionale, si accanì contro le popolazioni cristiane deportate in Bulgaria dai suoi predecessori.